# Hugo Guimarães Silva Santos Almeida
Hugo Guimarães Silva Santos Almeida, detto Hugo (São Fidélis, 6 gennaio 1986), è un calciatore brasiliano, attaccante svincolato.

## Carriera

### Club
Nel 2004 giocò due partite per il Botafogo, prima di passare nel 2006 al Coritiba, con il quale ha giocato 21 partite segnando 6 reti nel 2008.
In carriera ha giocato nei seguenti campionati: quello brasiliano, giapponese ed albanese, prima di ritornare nuovamente a giocare in Brasile nel 2016.

## Palmarès

### Club

#### Competizioni nazionali
- Campionato brasiliano di seconda divisione: 1

Coritiba: 2007

#### Competizioni statali
- Campionato Paranaense: 1

Coritiba: 2008